# Rolea B'ier
Rolea B'ier es uno de los ocho distritos que forman la provincia camboyana de Kompung Chinang, con una población estimada en marzo de 2008 de 92 715 habitantes. Está dividido en las siguientes  comunas (khum), que se muestran asimismo con población estimada de 2008:
- Andoung Snay 5,588
- Banteay Preal 3,983
- Cheung Kreav 6,151
- Chrey Bak 10,128
- Kouk Banteay 5,812
- Krang Leav 5,607
- Pongro 7,284
- Prasneb 5,171
- Prey Mul 3,730
- Rolea B'ier 7,673
- Srae Thmei 10,614
- Svay Chrum 13,217
- Tuek Hout 7,757[1]